# 143579 Dérimiksa
A 143579 Dérimiksa (ideiglenes jelöléssel(143579) 2003 FE7) a Naprendszer kisbolygóövében található aszteroida. Sárneczky Krisztián fedezte fel 2003. március 28-án.